# Sommera fusca
Sommera fusca är en måreväxtart som beskrevs av Oerst. och Paul Carpenter Standley. Sommera fusca ingår i släktet Sommera och familjen måreväxter. Inga underarter finns listade i Catalogue of Life.